# Most v Gomsiqe
Most v Gomsiqe se nachází ve stejnojmenné obci v Albánii na silnici SH 5, která spojuje města Skadar a Kukës. Překonává řeku Lumi i Gomsiqes.
Silniční most byl v této lokalitě vybudován v roce 1935 v souvislosti s rozvojem silniční infrastruktury v zemi ve spolupráci s Itálií. Tehdy se jednalo o obloukový betonový most; jeho jediný oblouk se tyčil 55 metrů nad dravou horskou řekou. Jeho projektantem však byl albánský inženýr Gjovalin Gjadri. Původní most byl zničen na podzim 1944 jednotkami Wehrmachtu při ústupu z Albánie.
Do své současné podoby byl most vybudován v roce 1946. Má deset vzájemně propojených betonových pilířů. Navrhl jej albánský inženýr Reshit Maloku.